# Château de la Chaume (Bourganeuf)
Le château de la Chaume est situé au lieu-dit La Grande-Chaume, à Bourganeuf, dans le département de la Creuse, région Nouvelle-Aquitaine, en France. 

## Architecture
Le logis est dessiné en un plan rectiligne d'environ 30m, comportant deux ailes proéminentes aux extrémités.
La façade du logis est orientée au sud et bordée par un jardin à la française et un bassin de rétention d'eau.

### Pages externes
- Carte complète des châteaux en Creuse (sur https://umap.openstreetmap.fr)